# Гайна
Гайна (біл. вёска Гайна) —  село в складі Логойського району Мінської області, Білорусь. Село є адміністративним центром Гайнинської сільської ради і розташоване в північній частині області.

## Географія
Селом протікає річка Гайна, права притока Березини.